# كأس فرنسا 1996–97
كأس فرنسا 1996–97 (بالفرنسية: Coupe de France de football 1996-1997)‏ هو الموسم 80 من كأس فرنسا. أشرف على تنظيمه اتحاد فرنسا لكرة القدم، وفاز فيه نادي نيس.